# 10971 van Dishoeck
10971 van Dishoeck (1179 T-2) là một tiểu hành tinh vành đai chính. Nó được đặt tên cho Fleur Ewine van Dishoeck.